# Festeticsovo smyčcové kvarteto
Festeticsovo kvarteto (Festetics Quartet) je maďarské smyčcové kvarteto založené roku 1985 v Budapešti.

## Činnost
Členové kvarteta jsou: 
- první housle – István Kertész
- druhé housle – Erika Petőfi
- viola – Péter Ligeti, Kriszta Véghelyi
- violoncella – Rezső Pertorini

Festeticsovo kvarteto používá kombinace dobových nástrojů se slavnou tradicí maďarských smyčcových kvartet. Kvarteto nese jméno starého uherského rodu Festeticsů původem z Chorvatska, kteří stáli u zrodu slavné hudební knihovny Helikon v maďarském městě Kesthely. 
Repertoár zahrnuje především smyčcové kvartety vídeňských skladatelů Josepha Haydna, Wolfganga Amadea Mozarta, Ludwiga van Beethovena a Franze Schuberta.
Festeticsovo kvarteto natočilo soubornou nahrávku smyčcových kvartetů Josepha Haydna.